# Alt-Remscheid
Alt-Remscheid ist der bevölkerungsreichste Stadtbezirk von Remscheid. Flächenmäßig ist er mit 1820 ha allerdings kleiner als der Stadtbezirk Lennep (2715 ha).

## Geographie
Alt-Remscheid liegt im Westen des Stadtgebiets von Remscheid. In den Randlagen des ansonsten sehr bebauten Stadtbezirks befinden sich zahlreiche Landschafts- und Naturschutzgebiete. Die Wupper und die Wupperhänge stehen seit 2001 unter Naturschutz und sind u. a. durch die unter Denkmalschutz stehende 107 Meter hohe Müngstener Brücke, die höchste Eisenbahnbrücke Deutschlands, bekannt. Flussaufwärts grenzt an der Wupper das untere Morsbachtal mit dem Hölterfelder Siefen und dem Fürberger Bach an. Im Hammertal finden sich neben weitläufigen Eichen- und Buchenwäldern auch zahlreiche Relikte ehemaliger Hammerwerke wieder.

### Gliederung
| - Stadtbezirk 1 Alt-Remscheid - 101 Mitte - 102 Nordstadt - 103 Altstadt - 104 Stachelhausen - 105 Blumental - 106 Honsberg - 107 Stadtpark - 108 Scheid - 201 Hasten Mitte - 202 Kratzberg - 203 Haddenbach - 204 Schöne Aussicht - 205 Hölterfeld - 401 Morsbach - 402 Vieringhausen - 403 Kremenholl - 404 Reinshagen - 405 Westhausen | Einteilung in Stadtteile |

## Geschichte
Bevor am 1. Januar 1929 die damals unabhängigen Städte Lennep und Lüttringhausen zu Remscheid eingemeindet wurden, war der Bestand Alt-Remscheid über 3000 ha groß und hatte über 70.000 Einwohner.
Bis 1999 war der Stadtbezirk Alt-Remscheid unterteilt in die Stadtbezirke Innenstadt, Nord/Hasten und West.

## Infrastruktur

### Bildung

#### Schulen
- KGS Julius-Spriestersbach
- GGS Am Stadtpark
- GGS Daniel-Schürmann
- GGS Eisernstein
- GGS Hasten
- GGS Reinshagen
- GGS Siepen
- GGS Steinberg
- Käthe-Kollwitz-Berufskolleg
- Emma-Herwegh-Gymnasium
- Gertrud-Bäumer-Gymnasium
- Albert-Einstein-Gesamtschule
- Alexander-von-Humboldt-Realschule
- Gemeinschaftshauptschule Wilhelmstraße
- Städtische Förderschule Heinrich-Neumann
- Volkshochschule Remscheid
- Musik- und Kunstschule Remscheid
- Akademie Remscheid
- Abendrealschule Remscheid

### Verkehr

#### Straßenverkehr
Alt-Remscheid hat keinen direkten Anschluss an die Autobahn 1. Die Bundesstraße 229 führt vom Stadtbezirk Remscheid-Süd durch Alt-Remscheid nach Solingen.

#### Busverkehr
Mit dem Friedrich-Ebert-Platz in der Remscheider Innenstadt hat Alt-Remscheid die meisten Busverbindungen im Stadtgebiet. Es existieren unter anderem auch Linien, die nach Wuppertal, Solingen, Wermelskirchen und Köln fahren.

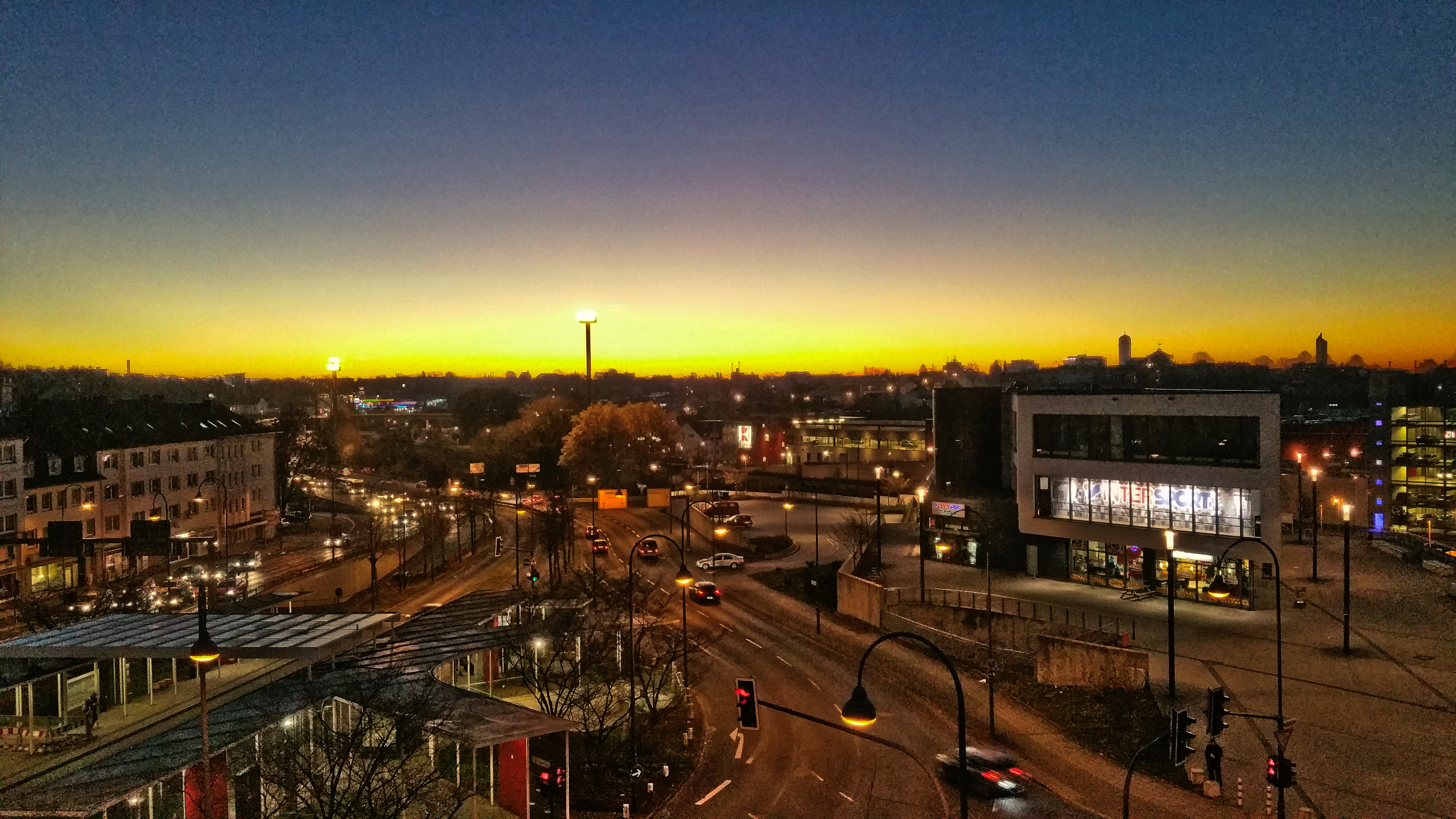
Willy-Brandt-Platz mit Blick in Richtung Neuenkamp und B 229

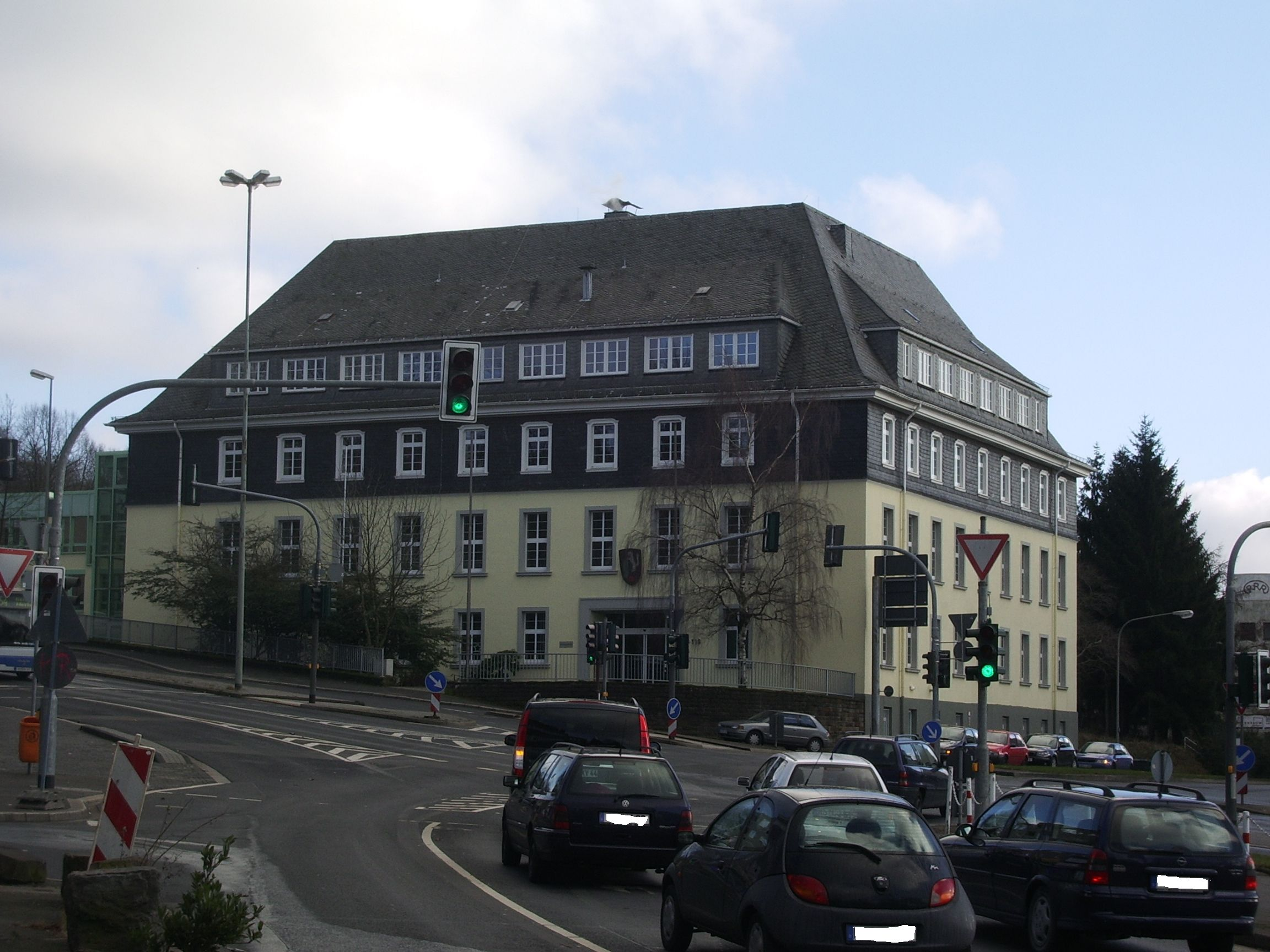
Remscheider Amtsgericht

#### Schienenverkehr
In Alt-Remscheid liegen die beiden Bahnhöfe Remscheid Hauptbahnhof und Güldenwerth an der Bahnstrecke Solingen–Remscheid. Beide Bahnhöfe werden von der Linie S 7  („Der Müngstener“) der S-Bahn Rhein-Ruhr bedient. Zusätzlich verkehrt der Regional-Express RE 47 („Düssel-Wupper-Express“), allerdings ohne Halt in Güldenwerth.

### Einrichtungen
- Amtsgericht Remscheid
- Zentralbibliothek der Stadtbücherei Remscheid
- Bundesagentur für Arbeit
- Ämterhaus

## Sehenswürdigkeiten

### Museen

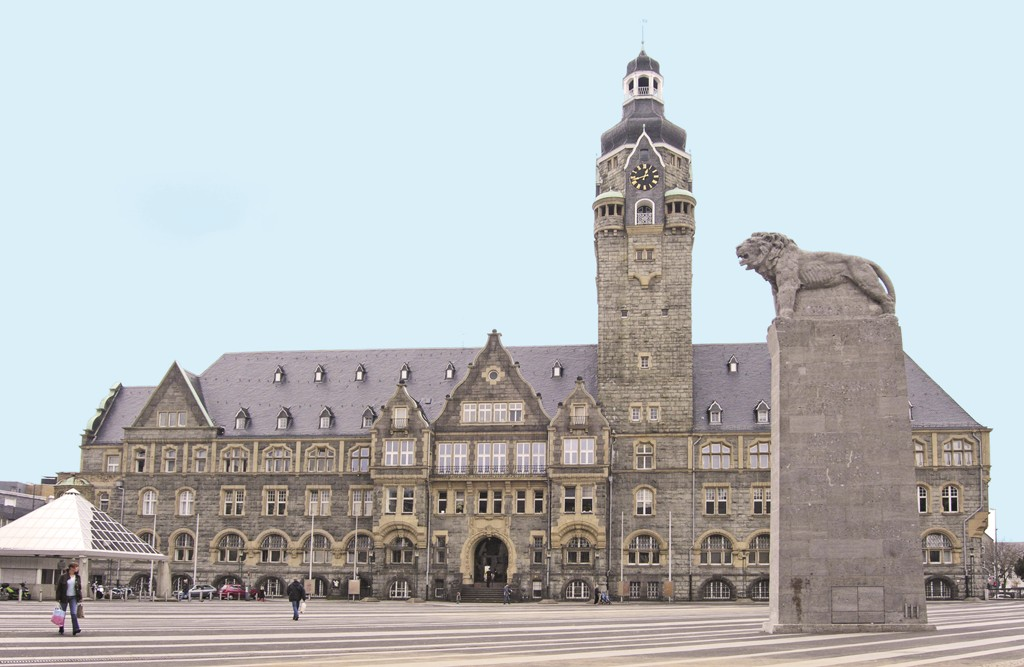
Remscheid, Rathaus

- Deutsches Werkzeugmuseum
- Historisches Zentrum
- Städtische Galerie

### Bauwerke
- Haus Cleff
- Allee-Center in der Remscheider Innenstadt
- Rathaus
- Steffenshammer, Alt-Bergischer Wasserhammer von 1746 in der Ortschaft Clemenshammer
- Trasse des Werkzeugs (ehemalige Bahnstrecke RS-Hauptbahnhof – RS-Hasten)
- Teo-Otto-Theater